# Cox-Klemin CK-2
Le Cox-Klemin CK-2 était un prototype d'avion militaire de l'entre-deux-guerres, construit aux États-Unis par la Cox-Klemin Aircraft Corporation.